# Чорнокінецько-Волянська загальноосвітня школа
Чорнокінецько-Волянська загальноосвітня школа I—II ступенів — навчальний заклад у селі Чорнокінецька Воля Колиндянської сільської громади Чортківського району Тернопільської області.

## Історія
Після Першої світової війни працювала двокласна школа з польською мовою навчання. Діти навчались у чотирьох приміщеннях (учитель Михайло Ляхович). 
У 1939 році школу перенесено на панський фільварок. Після Другої світової війни школа в Чорнокінецькій Волі стала семирічною з двозмінним навчанням. 
У 1956 році реорганізована у початкову. 
У 1974 році в експлуатацію здано нову будівлю школи.
До 2016 року підпорядковувалася Чортківській районній раді. У 2016 році перейшла у підпорядкування Колиндянської сільської громади.

## Гуртки та секції
Для розвитку і вдосконалення учнів у школі діють гурток туристсько-краєзнавчий.

## Сучасність
У 5 класах школи навчається 33 учнів, у школі викладають німецьку мову.

## Педагогічний колектив
Педагогічний колектив складається з 11 педагогів.
Директори
- Петро Решетило
- Віра Манжелій
- Андрій Ченченко (1964—1968)
- Роман Монастирський (1968—1970)
- Остап Галябарда (1970—1984)
- Ольга Орел (1984—2004)
- Василь Паламар[2] (від ?)